# Sol métallifère
Les sols et gisements métallifères sont des sols riches en métaux. 

## Composition
Les gîtes minéraux sont constitués d’une fraction inorganique, et d’une fraction organique :
- la fraction inorganique se compose principalement de minéraux, d’eau, et de gaz, le plus souvent de l’oxygène, en particulier à l’interface air/sol.
- la fraction organique est constituée de matières mortes ou vivantes tels que l’humus, les racines de plante et une part importante de biomasse microbienne et animale.

Les proportions des différentes fractions organique/inorganique varient d’un sol à un autre, notamment les concentrations en métaux, quelles soient d’origine anthropique ou naturelle. Leur origine a plusieurs origines (activité hydrothermale intense, activité tectonique, etc.) (Mines se trouvant dans ou sur la croute terrestre), mais aussi aux industries. À partir de la première révolution industrielle, le nombre d’aires métallifères liées à l’activité humaine n’a cessé d’augmenter. Cependant ces aires métallifères sont riches d’une diversité particulière.

## Répartition
Ces sols se répartissent dans le monde entier. Le sol fait partie d’un écosystème.

## La faune
Les particularités de la faune des milieux sur sols ultramafiques se traduisent par un endémisme local. L‘aire de plusieurs phytophages (Lepidoptera, Coccoidea, Thysanoptera gallicoles) est logiquement restreinte aux zones sur péridotites dont leurs plantes-hôtes sont endémiques. La répartition ultramafique de certains prédateurs, invertébrés (Aranea) ou vertébrés (Squamata), s’explique moins simplement.
La faune présente dans les sols métallifères est surtout composée d'insectes phytophages tels que:
- Le Petit Nacré (Issoria lathonia)
- Le Petit Collier argenté (Clossiana selene)
- L’Azuré de l’ajonc (Plebejus argus)
- Le Criquet à ailes bleues (Oedipoda caerulescens)
- La Cicindèle champêtre (Cicindela campestris)
- La Coccinelle à 24 points

Face aux préoccupations liées d’une part au concept de développement durable et d’autre part aux intérêts économiques (mines), les sols métallifères sont de plus en plus considérés. 
La microbiologie des sols métallifères est très souvent étudiée pour développer les techniques de biorestauration,, plus souvent connue sous le terme anglais de bioremédiation.
Aujourd’hui, beaucoup de recherche sont menées sur la résistance de certaines espèces de plantes dans ces sols métallifères, comme par exemple Acer pseudoplatamus L..
La présence d'une montagne de minerai ne signifie pas nécessairement que le précieux métal en sera extrait, si les outils requis font défaut. C’est ce qui peut arriver aux êtres vivants dont la survie est absolument dépendante des métaux (ex. : le fer).
Obligés de s’alimenter en métaux, les plantes, champignons et bactéries (particulièrement les Gram-) ont donc développé des systèmes de captures et d’absorption qui leur permettent de mobiliser le fer en dépit de la solubilité faible de ce type d’élément. Dans le cas du fer, les bactéries synthétise des sidérophores pour mieux capter les ions ferriques. Outre le besoin les besoins en métaux, les bactéries doivent aussi se défendre face des concentrations toxiques en métaux lourds. Deux stratégies dominantes sont utilisées pour faire face à l’invasion des ions minéraux toxiques :
1. la transformation en une forme moins toxique. Dans le cas du mercure, les organomercuriell sont sindés en libérant Hg2+, lequel est réduit en mercure métallique (Hg0) volatil[6] ;
2. le pompage au dehors du cytoplasme. Il s’effectue par le canal d’une ATPase membranaire souvent construite sur le même modèle que celles qui transportent d’autre ions : potassium, sodium, et protons[6].

## La flore
La flore adaptée aux sols métallifères (qui est capable de supporter de fortes concentrations en métaux lourds) est une flore bien spécifique qui, contrairement aux autres plantes, ne peut se développer que sur des sols riches en métaux lourds. Ce sont des métallophytes absolus. Cette végétation est capable de réguler l’apport des métaux dans le sol et ainsi diminuer sa toxicité. Cependant, d’autres plantes vivant habituellement sur d’autres sols peuvent également s’y adapter et y survivre. Ce sont les plantes dites pseudométallophytes.
Parmi les plantes métallophytes, formant des pelouses calaminaires (sols contenant de la calamine (élément minéral), nous pouvons observer :
- La pensée calaminaire (Viola calaminaria)
- Le gazon d’Olympe calaminaire (Armeria maritima subsp. Halleri)
- Le tabouret calaminaire (Thlaspi caerulescens subsp. Calaminare)
- Le silène enflé calaminaire (Silene vulgaris var. Humilis)
- La fétuque calaminaire (Festuca ovina subsp. Guestfalica)

Parmi les plantes pseudo-métallophytes, on retrouve:
- La renoncule âcre (Ranunculus acris)
- La campanule à feuilles rondes (Campanula rotundifolia)
- Le polygala vulgaire (Polygala vulgaris)
- Le serpolet commun (Thymus pulegioides)
- L’achillée millefeuille (Achillea millefolium)
- L’euphraise raide (Euphrasia stricta)
- Le bouleau verruqueux (Betula pendula)
- Le peuplier tremble (Populus tremula).